# Notiphila fuscimana
Notiphila fuscimana är en tvåvingeart som beskrevs av Malloch 1925. Notiphila fuscimana ingår i släktet Notiphila och familjen vattenflugor. Inga underarter finns listade i Catalogue of Life.